# Iulian Roșu
Iulian Roșu (sinh ngày 30 tháng 5 năm 1994) là một cầu thủ bóng đá người România thi đấu ở vị trí tiền vệ tấn công cho Metaloglobus București.

## Sự nghiệp câu lạc bộ

### Steaua București
Vào tháng 6 năm 2011, Roșu ký một bản hợp đồng chuyên nghiệp cùng với Steaua București. Iulian Roșu có màn ra mắt cho Steaua București vào ngày 26 tháng 11 năm 2011 trong trận đấu trước Brașov.

## Sự nghiệp quốc tế
Iulian Roșu có màn ra mắt cho U-17 România trong trận đấu trước U-17 Kazakhstan. Anh thi đấu với đội U-17 tại Giải vô địch bóng đá U-17 châu Âu 2011.

## Danh hiệu
| Mùa giải | Câu lạc bộ       | Tên                      |
| -------- | ---------------- | ------------------------ |
| 2012–13  | Steaua București | Liga I                   |
| 2013     | Steaua București | Siêu cúp bóng đá România |
| 2015-16  | Astra Giurgiu    | Liga I                   |